# Абакумов Дмитро Пилипович
Дмитро Пилипович Абакумов (1915 , Bogotold, Томська губернія  — 26 грудня 1977 , Боготол, Красноярський край ) — машиніст паровозного депо, Герой Соціалістичної Праці (1959).

## Біографія
Народився в 1915 році в місті Боготол. У 15-річному віці працював підсобним робітником у Боготольських майстернях з ремонту паровозів. У 1933 році закінчив школу фабрично-заводського навчання, де отримав спеціальність слюсаря з ремонту паровозів. У 1934 році відправлений на курси, закінчивши які, працював помічником машиніста паровоза аж до призову до армії. Із 1937 року по 1939 рік проходив службу в армії. Після закінчення служби повернувся в депо станції Боготол і пройшов навчання на курсах машиністів паровоза, які закінчив вже після початку війни. У роки німецько-радянської війни водив состави на Красноярській залізниці без зміни від місця призначення до лінії фронту. Після закінчення війни продовжив працювати машиністом паровоза. Його техніко-економічні показники були найкращими на Красноярській залізниці. На пенсію пішов у 1970 році, до цього працював машиністом електровоза. Помер 26 грудня 1977 року.

## Нагороди та почесні звання
- Герой Соціалістичної Праці (01.08.1959);
- Орден Леніна (01.08.1959);
- Медаль «За трудову доблесть» (03.05.1951);
- Медаль «За трудову доблесть» (01.08.1957);
- Почесний залізничник.

## Пам'ять
Ім'ям Дмитра Абакумова названий електровоз паровозного депо Боготол.